# Övre tjärnen, Hälsingland
Övre tjärnen är en sjö på Storjungfrun i Söderhamns kommun i Hälsingland och ingår i Ljusnan-Skärjåns kustområde.